# Issue Management
Issues oder auch Issue Management bezeichnet die systematische Auseinandersetzung einer Organisation (in der Regel Unternehmen, aber auch Behörden, Parteien, Verbände etc.) mit Anliegen ihrer Umwelt. Dabei geht es darum, in der Öffentlichkeit aufkommende, organisationsrelevante Themen frühzeitig zu erkennen und entsprechend zu reagieren. Das kann durch Beteiligung am öffentlichen Meinungsbildungsprozess geschehen oder durch Anpassung der Organisationspolitik. Darüber hinaus gehören auch Maßnahmen einer Organisation, Themen selbst in die öffentliche Diskussion zu bringen, zum Issue Management.
Der Begriff wird auch im Projektmanagement und beim Softwaretesten verwendet. Dort werden z. B. das Problem-Management, das Aufgabenmanagement oder die Verwaltung und Bearbeitung gemeldeter Fehler so bezeichnet.

## Begriff

### Issues
Unternehmen stehen einer zunehmenden Turbulenz ihres Umfeldes gegenüber. Globalisierung der Informations- und Wirtschaftsmärkte, gesellschaftlicher Wertewandel und soziale Differenzierung, sowie die zunehmende Fülle und schnellere Verbreitung von Informationen in der Mediengesellschaft führen zu einer steigenden Komplexität und Dynamik der Umweltbedingungen eines Unternehmens und damit auch zur Zunahme relevanter Ansprüche und Themen, die eine Begrenzung der Handlungsspielräume eines Unternehmens erwarten lassen. Komplexität bedeutet dabei, dass immer mehr Umfeldbereiche für ein Unternehmen relevant werden, Dynamik meint die Geschwindigkeit von Veränderungen. Die Legitimität und damit Durchsetzungsfähigkeit von Organisationsinteressen steht vor der öffentlichen Meinung mittlerweile in einer Vielzahl von Bereichen auf dem Prüfstand.
Issues sind in diesem Zusammenhang die erwähnten Ansprüche und Themen, die in zunehmender Form an eine Organisation herangetragen werden. Träger sind Anspruchsgruppen aus dem Organisationsumfeld. Mit anderen Worten, Issues ergeben sich als Konsequenz des Zusammentreffens von Organisation und Außenwelt. Sie stellen die Verbindung dar zwischen der Organisation und den Interessengruppen. Die gesellschaftliche Entwicklung bringt Trends und Themen hervor, die durch Stakeholder an ein Unternehmen herangetragen werden und damit zu Issues werden. Für das Wort Issue gibt es im Deutschen keine Entsprechung, es wird in der Regel mit Streitfall, Streitfrage oder strittiger bzw. wesentlicher Punkt übersetzt. Es bietet sich daher an, den Begriff auch im Deutschen zu verwenden. Als Konsens aller Definitionsvorschläge können für Issues die folgenden Eigenschaften angenommen werden:
- Öffentliches Interesse, d. h. Folgen über die Privatsphäre hinaus
- Konfliktpotential in Bezug auf mögliche Lösungen, Wertebezug oder Verteilung
- Einfluss auf Organisationen und deren Handlungsmöglichkeiten
- Issues stellen eine Beziehung zwischen Teilöffentlichkeiten und Organisation her
- Zusammenhang mit einem oder mehreren Ereignissen

Nach der „Geburt“ eines Issues, indem ein Sachverhalt durch Interessengruppen aufgegriffen wird, die damit zu „Issue Raisern“ werden, durchläuft ein Issue eine Themenkarriere, die üblicherweise als Lebenszyklus dargestellt wird:
- Definitionsphase: Sachverhalt wird durch Issue-Raiser als Problem erkannt
- Legitimitationsphase: Issue Raiser müssen ihr Anliegen in der Öffentlichkeit verbreiten, indem sie ihr Vorhaben mit den vorherrschenden Wertvorstellungen in Beziehung setzen.
- Polarisationsphase: Das Issue tritt in die öffentliche Diskussion ein. Diese spielt sich in erster Linie in den Massenmedien ab, welche die bestehenden Meinungen zum Thema simplifizieren und polarisieren, um ein möglichst großes Publikumsinteresse hervorzurufen.
- Identifikationsphase: Durch die mediale Verbreitung werden Lösungen öffentlich diskutiert. Die Teilnehmer identifizieren sich mit einer der verbreiteten Lösungen und vertreten sie fortan.
- Lösung: Das kritische Thema wird durch Verhandlung, Anpassung oder hoheitliche Regelung gelöst. Eine Lösung ist nie endgültig, sondern das Issue tritt damit in eine latente Phase ein und kann jederzeit wieder aufkommen, wenn sich Rahmenbedingungen ändern.

Je später die Phase eines Issues, desto geringer sind die Handlungsoptionen der betroffenen Organisation und umso höher sind die Kosten möglicher Reaktionen. Einmal nimmt der Zeitdruck zu, um überhaupt noch auf den Prozess Einfluss nehmen zu können. Zum anderen sinken die Handlungsmöglichkeiten, da die Standpunkte der Beteiligten sich umso mehr verfestigen, als das Issue in seinem Zyklus voranschreitet.

### Issues Management
Issues Management ist ein Verfahren, das die Beobachtungs- und Informationsverarbeitungsfähigkeit einer Organisation gewährleistet und so zur Bewältigung von Ungewissheit und Risiko beiträgt. Durch die frühzeitige Identifikation von kritischen Themen und Ansprüchen von Stakeholdern, die den Handlungsspielraum eines Unternehmens zu beeinträchtigen drohen, schafft Issues Management die Voraussetzung für eine aktive Auseinandersetzung mit diesen Issues. An diese Frühwarnfunktion schließt sich die Entwicklung von Strategien zur Beeinflussung des öffentlichen Thematisierungsprozesses oder, falls dies nicht möglich erscheint, zur Anpassung der Organisationspolitik an. „Grundlegendes Ziel dabei ist es, einerseits unangenehme Überraschungen bzw. Konflikte, die sonst mit diesen Issues verbunden wären, zu vermeiden, andererseits aber auch Chancen, die Issues mit sich bringen können, zu nutzen.“
Issues Management tut also drei Dinge:
- Identifizierung, Beobachtung und Analyse sozialer, technologischer, politischer und ökonomischer Kräfte und Trends, welche das Unternehmen beeinflussen könnten
- Interpretation und Definition der daraus entstehenden Implikationen und Optionen
- Auswahl und Implementierung von Strategien, um mit diesen Issues umzugehen

## Ansätze
Der Begriff Issues Management wurde erstmals im Jahre 1976 von dem US-amerikanischen PR-Berater W. Howard Chase geprägt. Ihm ging es bei seiner Begriffsschöpfung um eine Neukonzeption von Public Relations (PR), eine Erweiterung des Aktionsradius. Issues Management sollte die PR, für Chase bisher nur eine Ansammlung verschiedener Techniken, aufwerten und als Managementfunktion etablieren. Issues Management in der Tradition dieses Ansatzes betont die Beobachtung des Organisationsumfeldes auf Chancen und Bedrohungen.
Eine zweite grundlegende Richtung nennt sich Strategic Issues Management (SIM) und geht insbesondere auf Igor Ansoff zurück. Diese Richtung entwickelte sich nicht aus der PR, sondern dem Strategischen Management. Ansoff ging davon aus, dass starre Planungszyklen dem zunehmend turbulenten Unternehmensumfeld nicht mehr gerecht werden. Gegenläufige Entwicklungen ließen sich aber durch sogenannten „weak signals“ frühzeitig erkennen und könnten so ins strategische Management einfließen. Issues Management in der Tradition dieses Ansatzes betont die Analyse von Issues hinsichtlich ihrer Auswirkungen auf die Unternehmensstrategie.

## Verfahren

### Identifizierung
Ziel ist hierbei, Issues möglichst in einer frühen Phase ihres Lebenszyklus zu erkennen, um der Organisation Handlungsspielraum und damit mehr Einflussmöglichkeiten zu geben. Es geht also um die Suche nach Ereignissen und Trends („weak signals“), die sich zu Issues entwickeln könnten, welche das Unternehmen beeinflussen. Die Aktivitäten zur Issues Identifizierung lassen sich in Scanning und Monitoring unterteilen.
Scanning ist die ungerichtete Beobachtung des Unternehmensumfeldes. Beobachtungsgegenstand ist im Grunde alles in den Kontaktbereichen des Unternehmens, also die Entdeckung neuer Entwicklungen und Trends in bereits beobachteten Bereichen oder die Entdeckung von Ereignissen in bislang noch unbeobachteten Bereichen. Wegen dieses breiten Spektrums ist diese Vorgehensweise eher intuitiv und unstrukturiert. Es geht darum, Zusammenhänge oder Muster zu erkennen. Dabei ist die Schwierigkeit, dass man gleichsam etwas sucht, ohne zu wissen, nach was. Hinzu kommt die unendliche Vielfalt an Informationen, gerade durch das Internet.
Quellen des Scannings können sein
- Massenmedien
- Internet (Homepages, Newsgroups, Foren, Blogs)
- Unternehmensinterne oder -externe persönliche Mitteilungen, mündlicher oder schriftlicher Art
- Halböffentliche Quellen (graue Literatur), wie Manuskripte, Studien, Tagungsunterlagen, Newsletter etc.

Monitoring ist die gezielte Beobachtung bereits erkannter oder gegebener Trends und Issues. Methoden des Issue-Monitorings sind
- Medienbeobachtung
- Inhaltsanalyse
- Befragung
- Expertengespräche.

### Priorisierung
Unter der Vielzahl von Issues müssen die Ressourcen eines Unternehmens auf die dringlichsten gelenkt werden. Hierzu müssen die Issues priorisiert werden. Typische Kriterien sind dabei – jeweils in Bezug auf die Organisation – Dringlichkeit, Wirkung und Beeinflussbarkeit des Issues. Issues Manager müssen die so identifizierten Top-Issues im Unternehmen kommunizieren, sie unterliegen also der unternehmensinternen Meinungsbildung. Im Ergebnis entsteht, analog zum Agenda Setting der Medien, eine Issue Agenda mit den für die Organisation wichtigsten Issues, welche nicht die strategisch drängendsten sein müssen. Zur Priorisierung gehört deshalb nicht nur die Erstellung einer Rangordnung, sondern auch Kommunikationsmaßnahmen, um bestimmte Issues organisationsintern zu „verkaufen“.

### Analyse
Das Ergebnis der Analyse der vorher identifizierten Top-Issues dient als Entscheidungsgrundlage für den weiteren Issues Management-Prozess. Untersuchungsgegenstand sind die drei Dimensionen eines Issues: Sachdimension, Akteursdimension, Zeitdimension. Idealtypisch besteht eine Analyse somit aus folgenden Elementen:
Sachdimension
- Inhalt des Issues
- Art und Wirkung des Unternehmensbezugs
- Aufmerksamkeitswert … ist ein „Maß für das Resonanzpotential eines Issue in der Öffentlichkeit und damit für die Mobilisierungsfähigkeit von Konsens.“  Die Faktoren des Aufmerksamkeitswertes orientieren sich an den bekannten Nachrichtenfaktoren und „stellen vor allem auf die wahrgenommene Wichtigkeit eines Issue und dessen Diffusionsträchtigkeit ab.“[10] so lässt sich die mögliche Themenkarriere abschätzen.

Akteursdimension
- Identifikation der Stakeholder
- Deutungsrahmen (Problemwahrnehmung und Schuldzuweisung, Restriktionsempfinden, Betroffenheitsgrad, Lösungsvorstellungen)
- Stellenwert der Stakeholder (Macht, Legitimität, subjektive Dringlichkeit des Anliegens)

Zeitdimension
- Mediale Aufmerksamkeit
- Beteiligte Teilöffentlichkeiten

### Strategie
Auf der Grundlage der Analyseergebnisse wird im nächsten Schritt die Art und Weise bestimmt, wie die Organisation mit dem Issue umgeht. Dazu muss als erstes eine Position entwickelt und formuliert werden. Die Gegenüberstellung von Stärken und Schwächen der Organisation mit den Möglichkeiten und Bedrohungen (SWOT-Analyse) durch das Issue unterstützt bei der Entscheidung, ob und wie das Issue behandelt werden soll. Gleichzeitig müssen die Ziele festgelegt werden, welche die Organisation hinsichtlich eines Issues hat. Nach der Entscheidung zum Handeln gibt es grundsätzlich drei strategische Optionen, nämlich die Abwehr der mit dem Issue verbundenen Anliegen, der Versuch, das Issue durch Mitwirkung zu beeinflussen und die Anpassung durch die Organisation. Zur Strategie gehört weiterhin die Entscheidung über die Art der einzusetzenden Mittel, also Kommunikation, Instrumente des Managements, des Lobbyings etc. und über die Zielgruppen von Maßnahmen. Zielgruppen können im Hinblick auf ihre Position zum Issue Gegner, Verbündete oder Vermittler (z. B. Medien, Politik) sein.

### Maßnahmen
Die Art der Maßnahmen deckt sich mit denen einer Organisation insgesamt zur Verfügung stehenden Mittel. Vertreter des SIM betonen, dass es hier eben nicht ausschließlich um Kommunikationsmaßnahmen handelt.

### Evaluation
Der letzte Schritt des idealtypischen Issues-Management-Verfahrens lässt sich unterteilen in Ergebniskontrolle und Prozesskontrolle. Ergebniskontrolle meint den Vergleich zwischen den gesetzten Zielen und den erreichten Ergebnissen. Das ist, wie im gesamten Kommunikationsbereichs, schwierig, da wegen der vielen externen Einflüsse bestimmte Wirkungen nicht eindeutig Ursachen, wie z. B. PR-Maßnahmen, zugeordnet werden können. Prozesskontrolle ist die Überprüfung von Effizienz und Effektivität der einzelnen Schritte des Issues Managements.
In beiden Fällen ist das oben beschriebene laufende Monitoring der Entwicklung des Issues auch Teil der Evaluierung. Eine Prozesskontrolle der Priorisierung ist durch einen Abgleich der Top-Issues mit den Bereichen, in denen eine Organisation tatsächlich Maßnahmen ergriffen hat, möglich.

## Organisationsprobleme
Einige sehen wie Chase im Issues Management einen Weg zur Professionalisierung der Öffentlichkeitsarbeit. Tatsächlich fällt auf, dass in anderen Organisations- und insbesondere Unternehmensfunktionen ein breites Spektrum an Management- und Controllinginstrumenten genutzt wird, während die PR hier noch in den Kinderschuhen steckt. Gleichzeitig könnte gerade das den Widerstand sich als kreativ sehender Kommunikateure gegen eine stärkere Einbindung in ein Managementkonzept wecken. Für Vertreter des Strategischen Issues Managements ist eine Beschränkung von Issues Management auf die PR nur alter Wein in neuen Schläuchen, da nur befolgt würde, was gute Öffentlichkeitsarbeit sowieso ausmacht.
Ein weiteres organisatorisches Problem ist die Wahl zwischen eher Top-Down- oder Bottom-Up-orientierten Ansätzen. Letztere bieten eine größere Unvoreingenommenheit und eine lückenlosere Erfassung des Unternehmensumfeldes, aber die Menge an Informationen kann schnell überhandnehmen und bindet Ressourcen. Bei Top-Down-Ansätzen entfällt zudem die Notwendigkeit, das Management von bestimmten Issues zu überzeugen. Issues Management widerstrebt nämlich zum Teil der üblichen hierarchischen Organisationsweise: Nicht Informationen werden nach strategischen Vorgaben gesucht, sondern Informationen sollen strategisches Handeln auslösen oder verändern.
Best-Practice-Studien weisen darauf hin, dass Issues Management am besten dann funktioniert, wenn große Teile der Organisation darin involviert sind. Issues Management als Vernetzungsprozess hat so mit ähnlichen Problemen zu kämpfen, wie Wissensmanagement.